# Karl Schoenfeld (Politiker)
Karl von Schoenfeld (* 14. August 1868 in Trier; † 3. Mai 1951 in Münster) war preußischer Beamter und Abgeordneter (NLP).

## Leben
Schoenfeld war der Sohn eines Oberpostmeisters in Wiesbaden aus dem Meißener Uradelsgeschlecht Schönfeld. Er verzichtete überwiegend auf das Adelsprädikat „von“, führte es jedoch ab 1930 wieder. Er besuchte das Gymnasium in Wiesbaden und legte 1887 das Abitur ab. Danach studierte er 1887 bis 1890 Rechtswissenschaften in München, Leipzig, Berlin und Marburg. 1890 legte er die erste, 1896 die zweite Staatsprüfung ab. 1896 wurde er in Leipzig zum Dr. jur. promoviert. 1890 bis 1891 hatte er seinen Militärdienst beim Füselierregiment von Gersdorf geleistet.
1896 bis 1897 war er Regierungsassessor an der Regierung Trier, 1897 bis 1903 Regierungsassessor und Hilfsarbeiter an der Regierung in Frankfurt (Oder). Im März 1903 wurde er Oberamtmann im Oberamt Hechingen. 1906 bis 1916 war er Abgeordneter im Kommunallandtag der Hohenzollernschen Lande und 1910 bis 1918 Mitglied des Landesausschusses. Ab 1916 war er zugleich Oberamtmann im Oberamt Haigerloch.
1918 bis 1925 war er Landrat im Kreis Grevenbroich. 1924 wurde er zum Regierungsrat ernannt und wegen zu enger Beziehungen zu den belgischen Besatzungsbehörden im Rhein-Ruhr-Kampf an die Regierung Münster versetzt. 1925 bis 1933 war er Oberregierungsrat an der Regierung Münster. 1933 wurde er aus Altersgründen pensioniert.

## Auszeichnungen
- 1911 Kronenorden IV. Klasse
- 1917 Kronenorden III. Klasse
- Erinnerungsmedaille in Silber für Fürst Karl Anton von Hohenzollern-Sigmaringen
- 1917 Ehrenkreuz des Fürstlichen Hausordens von Hohenzollern III. Klasse
- 1917 Eisernes Kreuz II. Klasse